# Connersville
Connersville è una città degli Stati Uniti d'America, capoluogo della Contea di Fayette, nello Stato dell'Indiana.
La popolazione era di 15.411 abitanti nel censimento del 2000.